# 타마라 프레스
타마라 나타노브나 프레스(러시아어: Тамара Натановна Пресс, 우크라이나어: Тамара Натанівна Пресс 타마라 나타니브나 프레스[*], 1937년 5월 10일 ~ 2021년 4월 26일)는 전 소비에트 연방의 육상 선수로 포환던지기와 원반던지기를 전문적으로 활약하였다.

## 경력
하르키우의 유대인 집안에서 태어난 그녀는 이리나 프레스의 언니이다.
1960년 로마 올림픽에서 포환던지기 금메달과 원반던지기 은메달을 획득하였으며, 4년 후 도쿄 올림픽에서 양종목의 금메달을 차지하였다. 그녀는 양종목에서 6개의 세계 기록들을 세웠다.
타마라는 유럽 선수권 대회에서도 성공적이었다. 1958년 스톡홀름에서는 원반던지기 1위, 포환던지기 3위를 하고, 4년 후 베오그라드에서는 양종목을 둘다 우승하였다.

## 성별 검사
성별 검사가 소개된 시기에 프레스 자매의 경력이 끝났다. 자매가 사실 남성 혹은 남녀중간몸이라는 의견이 비평가들로부터 나왔고, 어떤 이들은 그들이 남성 호르몬 주사를 맞았다고 시사하였다. 1966년 성별 확인이 모든 국제 스포츠 여성 종목들에 위임된 후, 둘은 스포츠 장면에서 사라졌다.